# Maximón

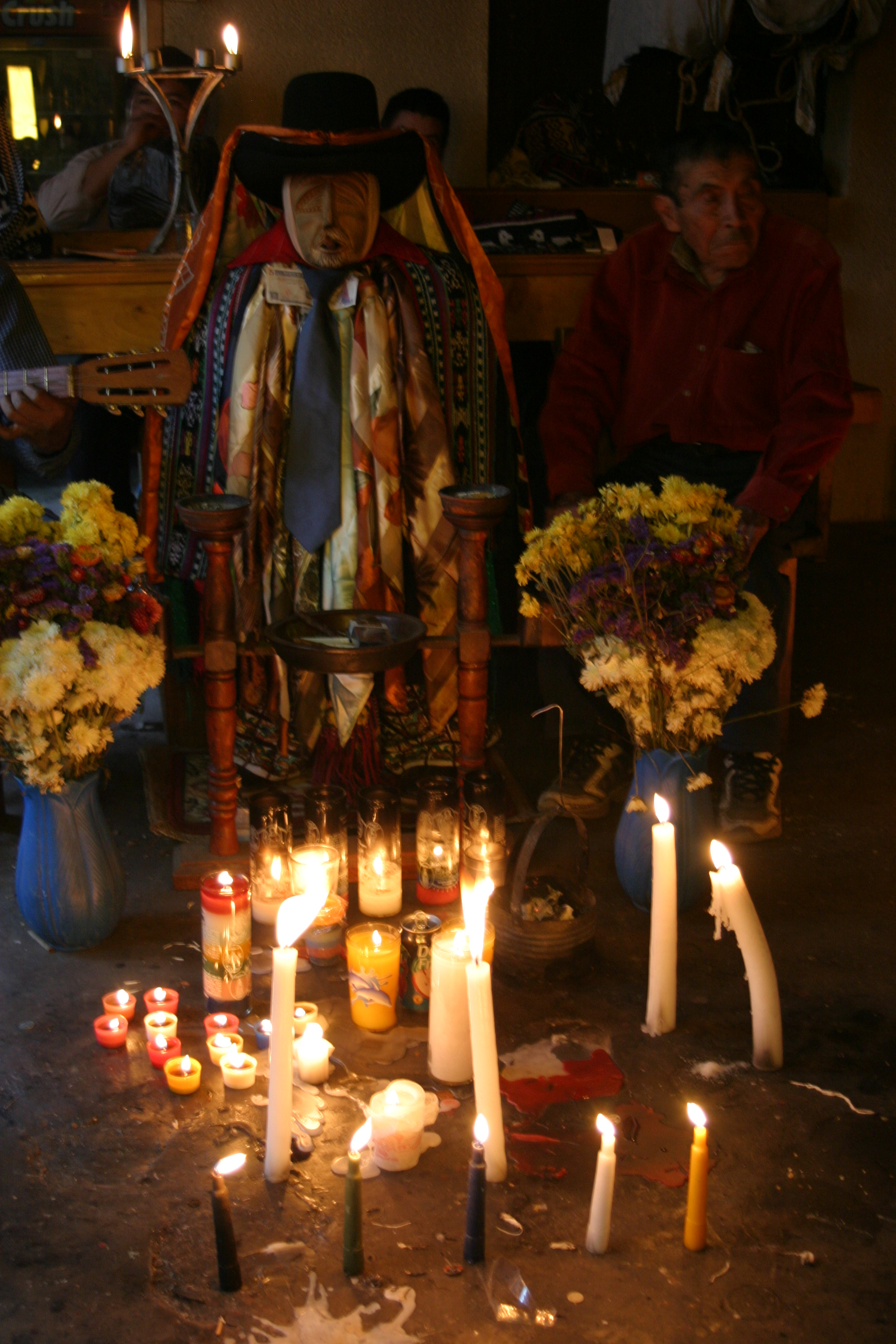
Maximón e candele, Santiago Atitlán

Maximón (pronunciato /mæʃiˈmoʊn/ or /ˈmɒn/), o anche San Simón, è un santo popolare venerato in diverse forme dalla popolazione Maya di diverse città nelle montagne del Guatemala occidentale e protettore dei fumatori.
La venerazione di Maximón non è approvata dalla Chiesa cattolica romana.
Le origini del culto non sono ancora ben comprese, ma si pensa che Maximón sia la forma cristiana del dio pre-colombiano Mam.
Il nome si pensa sia invece, la combinazione di Simón e Max, la parola in lingua mam (una lingua Maya omonima della divinità) per tabacco.